# Tournoi de tennis de Gatineau
Le Challenger Banque Nationale de Gatineau est un tournoi international de tennis féminin et masculin des circuits professionnels ITF Women's Circuit et Challenger créé en 2014. Il a lieu tous les ans au mois de juillet à Gatineau, au Canada et il se joue sur dur en extérieur. Il fait partie du USTA Pro Circuit Wild Card Challenge qui permet de déterminer quel joueur américain obtient une invitation pour disputer l'US Open.

## Palmarès messieurs

### Simple
| Année | Vainqueur        | Finaliste      | Score         |
| ----- | ---------------- | -------------- | ------------- |
| 2016  | Peter Polansky   | Vincent Millot | 3-6, 6-4, ab. |
| 2017  | Denis Shapovalov | Peter Polansky | 6-1, 3-6, 6-3 |
| 2018  | Bradley Klahn    | Ugo Humbert    | 6-3, 7-65     |
| 2019  | Jason Kubler     | Enzo Couacaud  | 6-4, 6-4      |

### Double
| Année | Vainqueurs                     | Finalistes                        | Score             |
| ----- | ------------------------------ | --------------------------------- | ----------------- |
| 2016  | Tristan Lamasine Franko Škugor | Jarryd Chaplin John-Patrick Smith | 6-3, 6-1          |
| 2017  | Bradley Klahn Jackson Withrow  | Hans Hach Verdugo Vincent Millot  | 6-2, 6-3          |
| 2018  | Robert Galloway Bradley Klahn  | Darian King Peter Polansky        | 7-64, 4-6, [10-8] |
| 2019  | Alex Lawson Marc Polmans       | Hans Hach Verdugo Dennis Novikov  | 6-4, 3-6, [10-7]  |

## Palmarès dames

### Simple
| Année | Dotation | Vainqueur              | Finaliste          | Score         |
| ----- | -------- | ---------------------- | ------------------ | ------------- |
| 2014  | 25 000 $ | Stéphanie Foretz       | Françoise Abanda   | 6-3, 3-6, 6-3 |
| 2015  | 25 000 $ | Alexa Glatch           | Bianca Andreescu   | 6-4, 6-3      |
| 2016  | 25 000 $ | Bianca Andreescu       | Ellie Halbauer     | 6-2, 7-5      |
| 2017  | 25 000 $ | Aleksandra Wozniak     | Ellen Perez        | 7-64, 6-4     |
| 2018  | 25 000 $ | Astra Sharma           | Victoria Rodríguez | 3-6, 6-4, 6-3 |
| 2019  | 25 000 $ | Leylah Annie Fernandez | Carson Branstine   | 3-6, 6-1, 6-2 |

### Double
| Année | Vainqueurs                                    | Finalistes                          | Score            |
| ----- | --------------------------------------------- | ----------------------------------- | ---------------- |
| 2014  | Hiroko Kuwata Chiaki Okadaue                  | Mana Ayukawa Justyna Jegiołka       | 6-4, 6-3         |
| 2015  | Jessica Moore Carol Zhao                      | Victoria Rodríguez Marcela Zacarías | 6-3, 6-4         |
| 2016  | Bianca Andreescu Charlotte Robillard-Millette | Mana Ayukawa Samantha Murray        | 4-6, 6-4, [10-6] |
| 2017  | Hiroko Kuwata Valeria Savinykh                | Kimberly Birrell Emily Webley-Smith | 4-6, 6-3, [10-5] |
| 2018  | Bianca Andreescu Carson Branstine             | Hsu Chieh-yu Marcela Zacarías       | 4-6, 6-2, [10-4] |
| 2019  | Leylah Annie Fernandez Rebecca Marino         | Hsu Chieh-yu Marcela Zacarías       | 7-65, 6-3        |